# Жозе Клеберсон
Жозе Клеберсон (порт. José Kléberson, нар. 19 червня 1979, Ураї) — бразильський футболіст, півзахисник". Після завершення кар'єри — футбольний тренер.
Виступав за національну збірну Бразилії, у складі якої став чемпіоном світу, а також володарем Кубка Конфедерацій та Кубка Америки.

## Клубна кар'єра
Народився 19 червня 1979 року в місті Ураї. Вихованець юнацької команди футбольного клубу «Атлетіку Паранаенсе». Починав грати за команду з міста Лондріна, яка називалася «Paraná Soccer Technical Center» і була фарм-клубом «Атлетіку Паранаенсе».

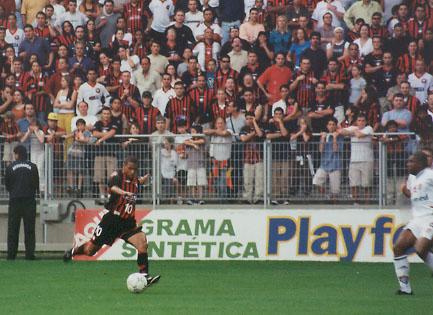
Клеберсон під час виступів за «Атлетіку Паранаенсе».

1998 року увійшов спочатку в молодіжний, а потім і в основний склад «червоно-чорних». За наступні 5 років став справжньою легендою клубу. Він допоміг своїй команді не тільки виграти дві першості штату, але і вперше в історії клубу стати чемпіоном Бразилії (2001 рік). 2002 року Клеберсон став представником свого клубу у складі збірної Бразилії, яка виграла свій п'ятий чемпіонат світу. У 2004 році, до 80-річчя клубу, був опублікований склад символічної збірної «Атлетіку Паранаенсе» за всю історію і Клеберсон увійшов в цей склад.
Проте ще 2003 року Клеберсона купив англійський «Манчестер Юнайтед» за 6,5 млн фунтів стерлінгів. Вже у другій грі за «червоних дияволів» гравець отримав травму, тому всього за два сезони чемпіон світу провів за «манкуніанців» лише близько 30 матчів в усіх турнірах. Він відзначився двома забитими голами в домашніх зустрічах проти «Блекберн Роверз» та «Евертона».
8 серпня 2005 року бразилець перейшов у «Бешикташ» за 2,95 млн євро, де Клеберсон провів наступні два роки. Більшість часу, проведеного у складі турецької команди, був основним гравцем команди. 2007 року Клеберсон в односторонньому порядку розірвав контракт після того, як, за його словами, клуб не сплатив його зарплату вчасно.
У серпні 2007 року було оголошено про перехід гравця у «Фламенго», однак виступати за свою нову команду він зміг розпочати тільки з лютого 2008 року через проблеми з переходом з турецького клубу. 10 серпня 2007 року (оголошено 27 серпня) Палата з вирішення суперечок ФІФА ухвалила рішення, що Клеберсон має заплатити «Бешикташу» 3,18 млн. € за відшкодування порушення договору, а «Бешикташ» має заплатити 461 112 $ заробітної плати. Крім того, Клеберсону було заборонено грати протягом 4-х місяців (рахуючи від 27 вересня 2007 року)..

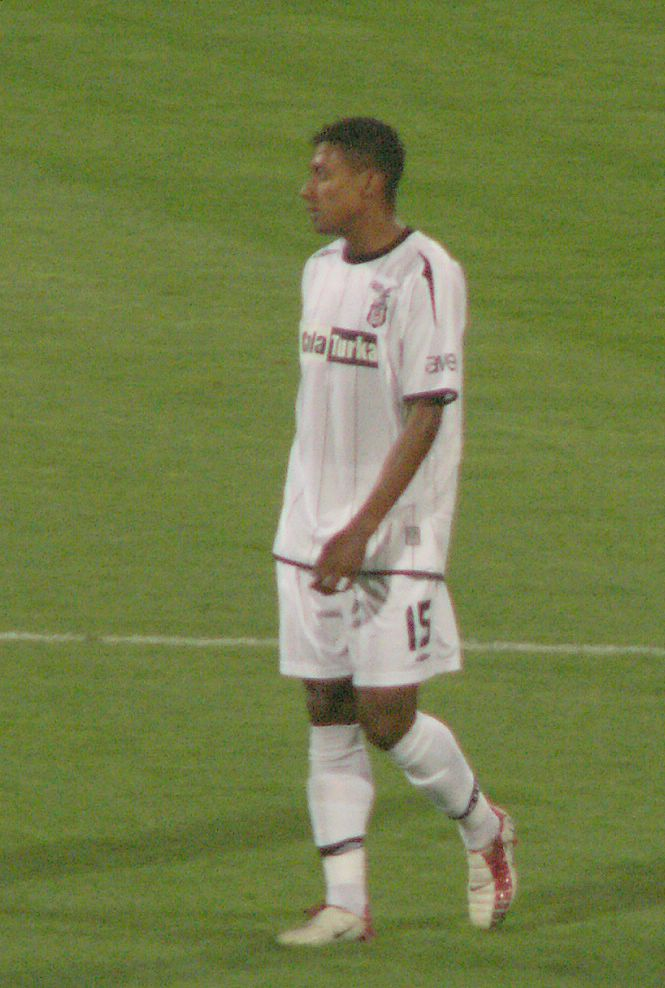
Клеберсон під час виступів за «Бешикташ». 25 серпня 2006 року

За основу «Фла» Клеберсон став виступати в Кубку Лібертадорес. В середині 2008 року Клеберсон став незамінною фігурою в центрі поля «Фламенго», після того як клуб покинули Ренато Аугусто і Марсінью. А 2009 року Клеберсон святкував чергову перемогу в чемпіонаті Бразилії вже разом з «Фламенго».
На початку 2010 року «Палмейрас» намагався переманити Клеберсона як частина угоди по переходу Вагнера Лава, проте це у «зелених» не вийшло, так як «Фламенго» відкинув цю пропозицію. Натомість увесь сезон 2011 гравець виступав на правах оренди за рідний «Атлетіку Паранаенсе», зігравши 18 матчів у національному чемпіонаті, але не врятував команду від вильоту з бразильської Серії А.
Після повернення в «Фламенго» рідко виходив на поле і в липні 2012 року підписав дворічний контракт з клубом «Баїя», проте майже увесь 2013 рік виступав на правах оренди за американський клуб «Філадельфія Юніон» з МЛС.
25 березня 2014 року було повідомлено, що Клеберсон підписав контракт на два роки з клубом «Інді Ілевен» з Північноамериканської футбольної ліги (NASL, другий рівень футбольних ліг в США). В грудні 2015 року, після двох сезонів в клубі, Клеберсон покинув команду з Індіанаполіса.
4 січня 2016 року Клеберсон підписав контракт з іншим клубом з NASL — «Форт-Лодердейл Страйкерз». Відтоді встиг відіграти за команду з курортного Форт-Лодердейла 0 матчів в національному чемпіонаті.

## Виступи за збірну
31 січня 2002 року дебютував в офіційних матчах у складі національної збірної Бразилії в товариській грі проти збірної Болівії(6:0), в якій відразу відзначився голом.

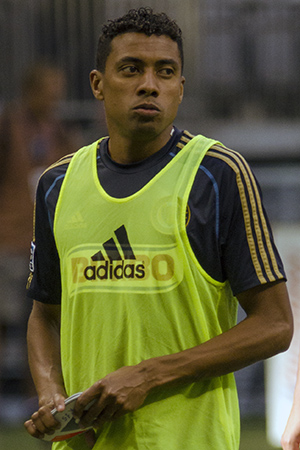
Клеберсон під час виступів за «Філадельфія Юніон». 27 липня 2013 року.

Влітку того ж року він був включений Луїсом Феліпе Сколарі у заявку збірної на чемпіонату світу 2002 року в Японії і Південній Кореї. Протягом перших чотирьох матчів в турнірі Клеберсон залишався в запасі. Лише в чвертьфінальній грі проти англійців Клеберсон був включений в стартовий склад на гру проти Бразилії Англії, де він протидіяв своєму майбутньому партнеру по «Манчестер Юнайтед» Полу Скоулзу. Бразилія в кінцевому підсумку перемогу з рахунком 2:1. Після цього Клеберсон був включений до стартового складу і на наступних двох матчах турніру. Бразилія перемогла Німеччину у фіналі з Клеберсоном і рекордно вп'яте виграла чемпіонат світу з футболу.
Після чемпіонату світу Клеберсон зберіг свою стартову позицію в збірній під керівництвом нового тренера Карлоса Альберто Паррейри і був також включений до заявки на Кубок конфедерацій 2003 року у Франції, де Бразилія несподівано не змогла вийти з групи. Того ж літа Клеберсон переїхав до «Манчестер Юнайтед», де нерегулярно виходив на поле, і в результаті він втратив місце в основі збірної. Проте йому все ж вдалося погтрапити в заяку збірної Бразилії на Кубок Америки 2004 року у Перу. Він зіграв у 5 матчах на турнірі і допоміг бразильцям всьоме в історії виграти турнір.
28 травня 2009 року Клеберсон повернувся в збірну Бразилії після 4-річної перерви. Дунга став залучати футболіста до матчів у відбірковому турнірі до ЧС-2010, а також включив до складу на переможний Кубок конфедерацій 2009 року у ПАР.
9 лютого 2010 року Дунга опублікував список запрошених гравців на товариський матч проти Ірландії, який відбудеться 2 березня. Клеберсон знову значиться в числі запрошених. Заявка на чемпіонат світу 2010 року у ПАР була майже точно так ж, як і на матч проти Ірландії, але включений один додатковий гравець, Еурелью Гомес. Тому Клеберсон поїхав на свій другий мундіаль у кар'єрі, проте зіграв лише в одному матчі, в 1/8 фіналу проти збірної Чилі (3:0). Після турніру футболіст припинив виступи за збірну.
Всього провів у формі головної команди країни 32 матчі, забивши 2 голи.

## Титули і досягнення
| - Чемпіон Бразилії (2): «Атлетіку Паранаенсе»: 2001: «Фламенго»: 2009 - Чемпіон штату Парана (3): «Атлетіку Паранаенсе»: 2000, 2001, 2002 - Чемпіон штату Ріо-де-Жанейро (2): «Фламенго»: 2008, 2009 - Володар Кубка Гуанабара (1): «Фламенго»: 2008 - Володар Трофею Ріо (1): «Фламенго»: 2009 | - Володар Суперкубка Англії (1): «Манчестер Юнайтед»: 2003 - Володар Кубка Англії (1): «Манчестер Юнайтед»: 2003/04 - Володар Кубка Туреччини (1): «Бешикташ»: 2005/06 - Володар «Сосьє Беллено» (за версією журналу «Placar»): 2001 - У символічній збірній «Атлетіку Паранаенсе» за 80 років (1924—2004) | - Чемпіон світу (1): Бразилія: 2002 - Володар Кубка Америки (1): Бразилія: 2004 - Володар Кубка конфедерацій (1): Бразилія: 2009 |